# Nekrolog Juni 2016
Nekrolog
◄◄
| ◄
| 2012
| 2013
| 2014
| 2015
| 2016 | 2017 | 2018 | 2019 | 2020 | ►
Januar |
Februar |
März |
April |
Mai |
Juni |
Juli |
August |
September |
Oktober |
November |
Dezember 2016
Weitere Ereignisse | Allgemeiner Nekrolog 2016
Die Beschreibung der verstorbenen Person sollte so kurz wie möglich gehalten sein und nur deren signifikante Tätigkeit(en) enthalten.
Neue Namen ggf. auch unter dem Geburts- und Sterbedatum, also etwa unter 1. Januar und im Geburts- und Sterbejahr (2024) eintragen (nur bei entsprechender großer Wichtigkeit). Für Beispiele siehe die schon vorhandenen Artikel.
Außerdem über die fünf zuletzt Verstorbenen, zu denen es einen ausreichend guten Artikel für eine Präsentation auf der Hauptseite gibt, nach der todesbedingten Überarbeitung der Artikel ggf. auch unter Wikipedia Diskussion:Hauptseite informieren und sie am besten auch in den anderen Wikipedia-Sprachversionen eintragen. Tipp: Regelmäßig bei news.google.de nach „ist tot“, „gestorben“ oder „verstorben“ suchen.
Wenn eine Person gestorben ist, gibt es viele Seiten zu dieser Person in der Wikipedia, die davon auch betroffen sind und entsprechend aktualisiert werden müssen. Beispiele: Namenübersichtsseite, Geburtsjahr, Geburtsort-Seiten und viele mehr.
Wie finde ich die betroffenen Seiten?
Im Suchfeld auf der linken Seite gibt man den Suchbegriff so ein: „Vorname Nachname“. Dann klickt man auf Volltext und alle Seiten mit entsprechendem Suchtext werden aufgerufen. Hier sieht man dann schnell, wo auch das Todesjahr Sinn macht oder sogar ein Teil des Artikels angepasst werden muss. Auch hilft das „Werkzeug“ auf der linken Seite sehr gut, um solche Seiten aufzufinden: „Links auf diese Seite“. Somit ist die Wikipedia wieder aktuell in allen Bereichen! Hinweis: bei Eintragung der Kategorie „Gestorben JAHR“ wird der Missbrauchsfilter 49 ausgelöst, was jedoch nicht schlimm ist. Siehe: Spezial:Missbrauchsfilter/49
Dies ist eine Liste von im Juni 2016 verstorbenen bekannten Persönlichkeiten. Die Einträge erfolgen innerhalb der einzelnen Daten alphabetisch sortiert. Tiere sind im Nekrolog für Tiere zu finden.

## Juni
| Tag      | Name                                  | Beruf, bekannt als                                                              | Alter | Beleg |
| -------- | ------------------------------------- | ------------------------------------------------------------------------------- | ----- | ----- |
| 30. Juni | Don Friedman                          | US-amerikanischer Jazzpianist                                                   | 81    |       |
| 30. Juni | Juan Habichuela                       | spanischer Flamenco-Gitarrist                                                   | 83    |       |
| 30. Juni | Geoffrey Hill                         | britischer Lyriker                                                              | 84    |       |
| 30. Juni | Martin Lundström                      | schwedischer Skilangläufer                                                      | 98    |       |
| 30. Juni | Bengt von zur Mühlen                  | deutscher Filmproduzent                                                         | 84    |       |
| 30. Juni | Gordon Murray                         | britischer Puppenspieler und Puppenfilmproduzent                                | 95    |       |
| 30. Juni | Walter Scheele                        | deutscher Wirtschaftswissenschaftler                                            | 90    |       |
| 30. Juni | Edelgard Schwinning                   | deutsche Sportpädagogin                                                         | 85    | [ 1 ] |
| 30. Juni | Robert Steigerwald                    | deutscher Philosoph                                                             | 91    |       |
| 30. Juni | Hans-Friedrich Weiß                   | deutscher Theologe, Religionswissenschaftler und Hochschullehrer                | 86    |       |
| 30. Juni | Witold Zagórski                       | polnischer Basketballspieler und -trainer                                       | 85    |       |
| 29. Juni | Elechi Amadi                          | nigerianischer Schriftsteller                                                   | 82    |       |
| 29. Juni | Margaret Bakkes                       | südafrikanische Schriftstellerin                                                | 84    |       |
| 29. Juni | Thomas Beimel                         | deutscher Komponist                                                             | 49    |       |
| 29. Juni | Jean-Pierre Bertrand                  | französischer Künstler                                                          | 79    |       |
| 29. Juni | Inocente Carreño                      | venezolanischer Komponist                                                       | 96    |       |
| 29. Juni | Giuseppe De Andrea                    | italienischer Erzbischof                                                        | 86    |       |
| 29. Juni | Kiichirō Furukawa                     | japanischer Astronom                                                            | 86    | [ 2 ] |
| 29. Juni | Robert Marie Gay                      | kanadisch-ugandischer Bischof                                                   | 89    |       |
| 29. Juni | Carl Haas                             | US-amerikanischer Automobilrennfahrer und Motorsportfunktionär                  | 86    |       |
| 29. Juni | Manfred Hegger                        | deutscher Architekt                                                             | 70    |       |
| 29. Juni | Jan Hettema                           | südafrikanischer Radsportler                                                    | 82    |       |
| 29. Juni | Klaus Kropfinger                      | deutscher Musikwissenschaftler                                                  | 86    |       |
| 29. Juni | Janina Paradowska                     | polnische Journalistin                                                          | 74    |       |
| 29. Juni | Gerhard Pfohl                         | deutscher Klassischer Philologe, Epigraphiker und Medizinhistoriker             | 87    |       |
| 29. Juni | Werner Reichenbach                    | deutscher Schachspieler                                                         | 80    |       |
| 29. Juni | Veena Sahasrabuddhe                   | indische Sängerin                                                               | 67    |       |
| 29. Juni | Edward L. Salmon                      | US-amerikanischer Bischof                                                       | 82    |       |
| 29. Juni | Wassyl Slipak                         | ukrainischer Opernsänger                                                        | 41    |       |
| 29. Juni | K. G. Subramanyan                     | indischer Maler                                                                 | 92    |       |
| 29. Juni | Rob Wasserman                         | US-amerikanischer Bassist                                                       | 64    |       |
| 28. Juni | Urs Affolter                          | Schweizer Schauspieler und Hörspielsprecher                                     | 58    |       |
| 28. Juni | Leland Bardwell                       | irische Schriftstellerin                                                        | 94    |       |
| 28. Juni | Jaroslav Bejvl                        | tschechischer Glaskünstler und Medailleur                                       | 75    |       |
| 28. Juni | György Csete                          | ungarischer Architekt                                                           | 78    |       |
| 28. Juni | Freddie Gilroy                        | britischer Boxer                                                                | 80    |       |
| 28. Juni | André Guelfi                          | französischer Autorennfahrer                                                    | 97    |       |
| 28. Juni | Joseph Atsumi Misue                   | japanischer Bischof                                                             | 80    |       |
| 28. Juni | Scotty Moore                          | US-amerikanischer Gitarrist                                                     | 84    |       |
| 28. Juni | Buddy Ryan                            | US-amerikanischer American-Football-Trainer                                     | 85    |       |
| 28. Juni | Pat Summitt                           | US-amerikanische Basketballtrainerin                                            | 64    |       |
| 28. Juni | Zurlon Tipton                         | US-amerikanischer American-Football-Spieler                                     | 26    |       |
| 28. Juni | Keith Vickerman                       | britischer Zoologe                                                              | 83    |       |
| 27. Juni | Sam Bell                              | US-amerikanischer Leichtathletiktrainer                                         | 88    |       |
| 27. Juni | Franz Cibulka                         | österreichischer Komponist                                                      | 69    |       |
| 27. Juni | Henry Sebastian D’Souza               | indischer Erzbischof                                                            | 90    |       |
| 27. Juni | Pelle Gudmundsen-Holmgreen            | dänischer Komponist                                                             | 83    |       |
| 27. Juni | Harry Halbreich                       | belgischer Musikwissenschaftler                                                 | 85    |       |
| 27. Juni | Aharon Ipalé                          | israelischer Schauspieler                                                       | 74    |       |
| 27. Juni | Wolfram Meinert                       | deutscher Fußballspieler                                                        | 69    |       |
| 27. Juni | Oh Se-jong                            | südkoreanischer Shorttracker                                                    | 33    |       |
| 27. Juni | Héctor Perry                          | uruguayischer Komiker                                                           | 70    |       |
| 27. Juni | Simon Ramo                            | US-amerikanischer Physiker                                                      | 103   |       |
| 27. Juni | Mack Rice                             | US-amerikanischer Singer-Songwriter                                             | 82    |       |
| 27. Juni | Bud Spencer                           | italienischer Schauspieler und Schwimmsportler                                  | 86    |       |
| 27. Juni | Silvia Tennenbaum                     | US-amerikanische Schriftstellerin                                               | 88    |       |
| 27. Juni | Alvin Toffler                         | US-amerikanischer Futurologe                                                    | 87    |       |
| 26. Juni | Jürgen von Beckerath                  | deutscher Ägyptologe                                                            | 96    |       |
| 26. Juni | Austin Clarke                         | kanadischer Schriftsteller                                                      | 81    |       |
| 26. Juni | Nicole Courcel                        | französische Schauspielerin                                                     | 84    |       |
| 26. Juni | James Green                           | US-amerikanischer Historiker                                                    | 71    |       |
| 26. Juni | Walter Herrmann                       | deutscher Aktivist                                                              | 77    |       |
| 26. Juni | Anatolij Kuzew                        | ukrainischer Fußballspieler und -trainer                                        | 57    |       |
| 26. Juni | Hermann Stenger                       | deutscher Theologe und Psychotherapeut                                          | 95    |       |
| 26. Juni | Erich Traugott                        | kanadischer Trompeter                                                           | 88    |       |
| 26. Juni | Hideo Zushi                           | japanischer Schriftsteller                                                      | 83    |       |
| 25. Juni | Peter Asmussen                        | dänischer Schriftsteller                                                        | 59    |       |
| 25. Juni | Ian Brooker                           | australischer Botaniker                                                         | 82    |       |
| 25. Juni | Bill Cunningham                       | US-amerikanischer Modefotograf                                                  | 87    |       |
| 25. Juni | Maurice Georges Dantec                | französisch-kanadischer Schriftsteller                                          | 57    |       |
| 25. Juni | Manfred Deix                          | österreichischer Karikaturist und Autor                                         | 67    |       |
| 25. Juni | Silvia Fenz                           | österreichische Schauspielerin                                                  | 75    |       |
| 25. Juni | Giuseppe Ferrara                      | italienischer Filmregisseur                                                     | 83    |       |
| 25. Juni | Alfred Hartenbach                     | deutscher Politiker                                                             | 73    |       |
| 25. Juni | Jim Hickman                           | US-amerikanischer Baseballspieler                                               | 79    |       |
| 25. Juni | Petras Ilgūnas                        | litauischer Agronom                                                             | 97    |       |
| 25. Juni | Eckehard Kanzow                       | deutscher Mediziner                                                             | 89    |       |
| 25. Juni | Mimi Lepori                           | Schweizer Politikerin                                                           | 67    |       |
| 25. Juni | Lor Scoota                            | US-amerikanischer Rapper                                                        | 23    |       |
| 25. Juni | Patrick Mayhew                        | britischer Politiker                                                            | 86    |       |
| 25. Juni | Gerhard Maeß                          | deutscher Mathematiker                                                          | 78    |       |
| 25. Juni | Jaroslav Opěla                        | tschechisch-deutscher Dirigent                                                  | 81    |       |
| 25. Juni | Benjamin Patterson                    | US-amerikanischer bildender Künstler und Musiker                                | 82    |       |
| 25. Juni | Anne-Marie Rey                        | Schweizer Frauenrechtlerin                                                      | 78    |       |
| 25. Juni | Adam Small                            | südafrikanischer Schriftsteller                                                 | 79    |       |
| 24. Juni | Charles Chaynes                       | französischer Komponist                                                         | 90    |       |
| 24. Juni | Werner Fenz                           | österreichischer Kunsthistoriker                                                | 72    |       |
| 24. Juni | Andries Kinsbergen                    | belgischer Politiker                                                            | 89    |       |
| 24. Juni | Bernie Worrell                        | US-amerikanischer Funkmusiker, Komponist und Produzent                          | 72    |       |
| 23. Juni | Stanley Cooper                        | US-amerikanischer Musikverleger                                                 | 91    |       |
| 23. Juni | Guy Dossche                           | belgischer Jazzmusiker (Saxophone, Klarinetten)                                 | 90    |       |
| 23. Juni | Reinhild Gräfin von Hardenberg        | deutsche Widerstandskämpferin                                                   | 93    |       |
| 23. Juni | Wilhelm Filla                         | österreichischer Soziologe                                                      | 69    |       |
| 23. Juni | Michael Herr                          | US-amerikanischer Schriftsteller                                                | 76    |       |
| 23. Juni | Stanley Mandelstam                    | US-amerikanischer Physiker                                                      | 87    |       |
| 23. Juni | Shelley Moore                         | britisch-US-amerikanische Jazzsängerin                                          | 84    |       |
| 23. Juni | Peter Morley                          | britischer Dokumentarfilmer und Fernsehproduzent                                | 91    |       |
| 23. Juni | Moritz Neumann                        | deutscher Journalist und Vertreter des Judentums                                | 68    |       |
| 23. Juni | Michael Schomers                      | deutscher Journalist                                                            | 67    |       |
| 23. Juni | Alfred Šramek                         | österreichischer Opernsänger                                                    | 65    |       |
| 23. Juni | Ralph Stanley                         | US-amerikanischer Country-Musiker                                               | 89    |       |
| 23. Juni | Hans-Rudolf Strasser                  | Schweizer Journalist und Geheimdienstler                                        | 79    |       |
| 23. Juni | Pál Vasvári                           | ungarischer Musiker                                                             | 59    |       |
| 22. Juni | Joan Acker                            | US-amerikanische Soziologin                                                     | 92    |       |
| 22. Juni | John William Ashe                     | antiguanischer Diplomat                                                         | 61    |       |
| 22. Juni | Mike Hart                             | englischer Singer-Songwriter und Poet                                           | 72    |       |
| 22. Juni | David J. Hickson                      | britischer Wirtschaftswissenschaftler                                           | 85    |       |
| 22. Juni | Luis Gutiérrez Martín                 | spanischer Bischof                                                              | 84    |       |
| 22. Juni | Andrzej Kondratiuk                    | polnischer Filmregisseur                                                        | 79    |       |
| 22. Juni | Johannes Kopp                         | deutscher Geistlicher                                                           | 88    |       |
| 22. Juni | Yaşar Nuri Öztürk                     | türkischer Jurist, Politiker, Religionsphilosoph und Autor                      | 71    |       |
| 22. Juni | Dieter Preisl                         | österreichischer Maler und Musiker                                              | 53    |       |
| 22. Juni | Harry Rabinowitz                      | britischer Komponist und Orchesterleiter                                        | 100   |       |
| 22. Juni | Samir Roychoudhury                    | indischer Schriftsteller                                                        | 82    |       |
| 22. Juni | Amjad Sabri                           | pakistanischer Sufi-Musiker                                                     | 45    |       |
| 22. Juni | Alison Winter                         | US-amerikanische Wissenschaftshistorikerin                                      | 50    |       |
| 21. Juni | Jim Boyd                              | US-amerikanischer Sänger                                                        | 60    |       |
| 21. Juni | Dietrich Eichholtz                    | deutscher Historiker                                                            | 85    |       |
| 21. Juni | Jack Fuller                           | US-amerikanischer Journalist und Buchautor                                      | 69    |       |
| 21. Juni | Kunio Hatoyama                        | japanischer Politiker                                                           | 67    |       |
| 21. Juni | Henk Hofland                          | niederländischer Journalist und Buchautor                                       | 88    |       |
| 21. Juni | Wayne Jackson                         | US-amerikanischer R&B-Musiker                                                   | 74    |       |
| 21. Juni | Harald Pages                          | deutscher Schauspieler, Hörspiel- und Synchronsprecher                          | 79    | [ 3 ] |
| 21. Juni | Freddy Powers                         | US-amerikanischer Sänger                                                        | 84    |       |
| 21. Juni | Norbert Rücker                        | deutscher Jurist und Politiker                                                  | 80    |       |
| 21. Juni | Jurij Striedter                       | deutscher Literaturwissenschaftler                                              | 90    |       |
| 20. Juni | Frank Chapot                          | US-amerikanischer Springreiter                                                  | 84    |       |
| 20. Juni | Benoîte Groult                        | französische Journalistin und Schriftstellerin                                  | 96    |       |
| 20. Juni | Goro Hasegawa                         | japanischer Entwickler von Brettspielen                                         | 83    |       |
| 20. Juni | Hans-Horst Henschen                   | deutscher Übersetzer                                                            | 78    |       |
| 20. Juni | Gertrud Koch                          | deutsche Widerstandskämpferin                                                   | 92    |       |
| 20. Juni | Peter Laurberg                        | dänischer Mediziner                                                             | 71    |       |
| 20. Juni | Ernesto Maceda                        | philippinischer Politiker                                                       | 81    | [ 4 ] |
| 20. Juni | Carl Nedelmann                        | deutscher Psychoanalytiker                                                      | 80    |       |
| 20. Juni | Werner Nickel                         | deutscher Bildhauer und Künstler                                                | 80    |       |
| 20. Juni | Gerald Paradies                       | deutscher Schauspieler und Synchronsprecher                                     | 60    |       |
| 20. Juni | Edgard Pisani                         | französischer Politiker                                                         | 97    |       |
| 19. Juni | Götz George                           | deutscher Schauspieler                                                          | 77    |       |
| 19. Juni | Anne Marie Kalkman                    | niederländische Theaterleiterin und Übersetzerin                                | 50    |       |
| 19. Juni | Sverre Kjelsberg                      | norwegischer Sänger                                                             | 69    |       |
| 19. Juni | Horst-Erhardt Knoll                   | deutscher Politiker (FDP)                                                       | 85    |       |
| 19. Juni | Gerhard Lang                          | deutscher Botaniker                                                             | 91    |       |
| 19. Juni | Paul C. Martin                        | US-amerikanischer Physiker                                                      | 85    |       |
| 19. Juni | Rudolf Müller                         | deutscher Politiker                                                             | 78    |       |
| 19. Juni | Gert Nicolaysen                       | deutscher Rechtswissenschaftler                                                 | 85    |       |
| 19. Juni | Ricardo Obregón Cano                  | argentinischer Politiker                                                        | 99    |       |
| 19. Juni | Allan Paivio                          | kanadischer Psychologe                                                          | 91    |       |
| 19. Juni | Victor Stănculescu                    | rumänischer General und Politiker                                               | 88    |       |
| 19. Juni | Norbert Thériault                     | kanadischer Politiker                                                           | 95    |       |
| 19. Juni | Wolfgang Welt                         | deutscher Schriftsteller                                                        | 63    |       |
| 19. Juni | Anton Yelchin                         | US-amerikanischer Schauspieler                                                  | 27    |       |
| 18. Juni | Detlev Beier                          | deutscher Jazzmusiker                                                           | 58    |       |
| 18. Juni | Paul Cox                              | australisch-niederländischer Filmregisseur und -produzent                       | 76    |       |
| 18. Juni | Susana Duijm                          | venezolanische Schönheitskönigin                                                | 79    |       |
| 18. Juni | Peter Feuchtwanger                    | deutscher Pianist, Komponist und Klavierpädagoge                                | 76    |       |
| 18. Juni | Alejandro „Jano“ Fuentes              | US-amerikanisch-mexikanischer Musiker                                           | 45    |       |
| 18. Juni | Curt Hofstad                          | US-amerikanischer Politiker                                                     | 70    |       |
| 18. Juni | Sam Beaver King                       | britischer Politiker und Gemeindearbeiter                                       | 90    |       |
| 18. Juni | Osvaldo Langini                       | italienischer Filmregisseur und Drehbuchautor                                   | 94    |       |
| 18. Juni | Kitty Rhoades                         | US-amerikanische Politikerin                                                    | 65    |       |
| 18. Juni | Hans Ulrich Steger                    | Schweizer Karikaturist und Kinderbuchautor                                      | 93    |       |
| 18. Juni | Karl Wamsler                          | deutscher Manager                                                               | 88    |       |
| 18. Juni | Wu Jianmin                            | chinesischer Diplomat                                                           | 77    |       |
| 17. Juni | Rubén Aguirre                         | mexikanischer Schauspieler                                                      | 82    |       |
| 17. Juni | Attrell „Prince Be“ Cordes            | US-amerikanischer Rapper                                                        | 46    |       |
| 17. Juni | Angel Gelmi Bertocchi                 | italienischer Bischof                                                           | 78    |       |
| 17. Juni | Armin Kerkmann                        | deutscher Fußballspieler                                                        | 79    |       |
| 17. Juni | Detlef Kleinert                       | deutscher Politiker                                                             | 83    |       |
| 17. Juni | Georg Lakner                          | österreichischer Politiker                                                      | 75    |       |
| 17. Juni | Michel Le Guern                       | französischer Romanist, Literatur- und Sprachwissenschaftler                    | 78    |       |
| 17. Juni | Heinz Meixner                         | deutscher Markscheider                                                          | 81    |       |
| 17. Juni | Ron Lester                            | US-amerikanischer Schauspieler                                                  | 45    |       |
| 17. Juni | Loretto Petrucci                      | italienischer Radrennfahrer                                                     | 86    |       |
| 17. Juni | Birgit Sewekow                        | deutsche Malerin, Grafikerin und Bildhauerin                                    | 70    |       |
| 17. Juni | Paul Tillotson                        | US-amerikanischer Jazzmusiker                                                   | 51    |       |
| 17. Juni | Garret Wellesley, 7. Earl Cowley      | britischer Peer                                                                 | 81    |       |
| 16. Juni | Jo Cox                                | britische Politikerin                                                           | 41    |       |
| 16. Juni | Konstantin Faigle                     | deutscher Filmemacher und Dokumentarfilmer                                      | 45    |       |
| 16. Juni | Dieter Holzer                         | deutscher Lobbyist                                                              | 74    |       |
| 16. Juni | Dietrich Kurze                        | deutscher Historiker                                                            | 88    |       |
| 16. Juni | Luděk Macela                          | tschechoslowakischer Fußballspieler und tschechischer Fußballfunktionär         | 65    |       |
| 16. Juni | Werner Thieme                         | deutscher Rechtswissenschaftler                                                 | 92    |       |
| 16. Juni | Charles Thompson                      | US-amerikanischer Jazz-Pianist, Organist und Arrangeur                          | 98    |       |
| 15. Juni | Wilfried Bohlsen                      | deutscher Politiker                                                             | 81    |       |
| 15. Juni | Wolfram Brück                         | deutscher Politiker                                                             | 79    |       |
| 15. Juni | Lois Duncan                           | US-amerikanische Schriftstellerin                                               | 82    |       |
| 15. Juni | Christina Enroth-Cugell               | US-amerikanische Neurophysiologin                                               | 96    |       |
| 15. Juni | Klaus Hänel                           | deutscher Fußballspieler                                                        | 80    |       |
| 15. Juni | Robert Holman                         | britischer Erziehungswissenschaftler und Sozialarbeiter                         | 79    |       |
| 15. Juni | Friedrich-Adolf Jahn                  | deutscher Politiker                                                             | 81    |       |
| 15. Juni | Giuseppe Spagnulo                     | italienischer Bildhauer                                                         | 79    |       |
| 15. Juni | Milan Tošnar                          | tschechoslowakischer Leichtathlet                                               | 91    |       |
| 14. Juni | Lidia Biondi                          | italienische Schauspielerin                                                     | 74    |       |
| 14. Juni | Otto H. Ciliax                        | deutscher Marineoffizier                                                        | 76    |       |
| 14. Juni | Jürgen Dierking                       | deutscher Übersetzer und Autor                                                  | 69    |       |
| 14. Juni | Anatol Dumitraș                       | moldauischer Schlagersänger                                                     | 60    |       |
| 14. Juni | Ronnie Claire Edwards                 | US-amerikanische Schauspielerin                                                 | 83    |       |
| 14. Juni | Anatoli Grischin                      | sowjetischer Kanute                                                             | 76    |       |
| 14. Juni | Ann Guilbert                          | US-amerikanische Schauspielerin                                                 | 87    |       |
| 14. Juni | Gilles Lamontagne                     | kanadischer Politiker                                                           | 97    |       |
| 14. Juni | Joachim Maßner                        | deutscher Pfarrer und Kirchenamtler                                             | 86    |       |
| 14. Juni | Henry McCullough                      | britischer Musiker                                                              | 72    |       |
| 14. Juni | Egon Richter                          | deutscher Journalist und Schriftsteller                                         | 83    |       |
| 14. Juni | Antonius Rüsenberg                    | deutscher Politiker                                                             | 73    |       |
| 14. Juni | Adrian Staehelin                      | Schweizer Jurist                                                                | 85    |       |
| 13. Juni | Roscoe O. Brady                       | US-amerikanischer Biochemiker und Genetiker                                     | 92    |       |
| 13. Juni | Ofelja Hambardsumjan                  | armenische Sängerin                                                             | 91    |       |
| 13. Juni | Gert Hübner                           | deutscher Mediävist                                                             | 53    |       |
| 13. Juni | Edgar Hofschen                        | deutscher Maler                                                                 | 75    |       |
| 13. Juni | Chips Moman                           | US-amerikanischer Musikproduzent                                                | 79    |       |
| 13. Juni | Karl Neuwirth                         | österreichischer Politiker                                                      | 84    |       |
| 13. Juni | Robert Treat Paine                    | US-amerikanischer Ökologe                                                       | 83    |       |
| 13. Juni | Christa Peikert-Flaspöhler            | deutsche Schriftstellerin                                                       | 88    |       |
| 13. Juni | Gregory Rabassa                       | US-amerikanischer Literaturübersetzer                                           | 94    |       |
| 13. Juni | Potito Salatto                        | italienischer Politiker                                                         | 74    |       |
| 13. Juni | Gerald Joseph Wasserburg              | US-amerikanischer Geologe, Geophysiker und Geochemiker                          | 89    |       |
| 12. Juni | Donald Carr                           | englischer Cricket-Spieler                                                      | 89    |       |
| 12. Juni | Hans Dedi                             | deutscher Unternehmer                                                           | 97    |       |
| 12. Juni | Franco Faggi                          | italienischer Ruderer                                                           | 90    |       |
| 12. Juni | Gunnar Gran                           | norwegischer Journalist, Zeitungs- und Rundfunkverantwortlicher                 | 84    |       |
| 12. Juni | Robert Hall                           | kanadischer Geschäftsmann                                                       | 89    |       |
| 12. Juni | Ulrich Heber                          | deutscher Botaniker                                                             | 85    |       |
| 12. Juni | Heinz-Dieter Heckmann                 | deutscher Philosoph                                                             | 62    |       |
| 12. Juni | Curley Johnson                        | US-amerikanischer American-Football Spieler                                     | 80    |       |
| 12. Juni | Richard Keßler                        | deutscher Politiker                                                             | 76    |       |
| 12. Juni | Achyut Lahkar                         | indischer Schauspieler und Dramaturg                                            | 85    |       |
| 12. Juni | Rodney Leach, Baron Leach of Fairford | britischer Politiker                                                            | 82    |       |
| 12. Juni | José Lugo                             | puerto-ricanischer Pianist, Komponist und Musikproduzent                        | 56    |       |
| 12. Juni | Michu Meszaros                        | US-amerikanisch-ungarischer Schauspieler                                        | 76    |       |
| 12. Juni | Josef Niedermayer                     | deutscher Politiker                                                             | 90    |       |
| 12. Juni | Olavi Ojanperä                        | finnischer Kanute                                                               | 94    |       |
| 12. Juni | Fabrizio Pirovano                     | italienischer Motorradrennfahrer                                                | 56    |       |
| 12. Juni | Alfonso Portugal                      | mexikanischer Fußballspieler                                                    | 82    |       |
| 12. Juni | George Voinovich                      | US-amerikanischer Politiker                                                     | 79    |       |
| 12. Juni | Elizabeth Sgalitzer Ettinghausen      | österreichisch-US-amerikanische Kunsthistorikerin                               | 97    |       |
| 12. Juni | Janet Waldo                           | US-amerikanische Schauspielerin und Synchronsprecherin                          | 96    |       |
| 11. Juni | Rudi Altig                            | deutscher Radrennfahrer                                                         | 79    |       |
| 11. Juni | Shaibu Amodu                          | nigerianischer Fußballtrainer                                                   | 58    |       |
| 11. Juni | Mouma Bob                             | nigrischer Musiker                                                              | 53    |       |
| 11. Juni | Paul Boué                             | deutscher Ingenieur                                                             | 95    |       |
| 11. Juni | Sigismund Gram                        | rumänischer Fußballspieler                                                      | 82    |       |
| 11. Juni | Rita Preuss                           | deutsche Malerin                                                                | 91    |       |
| 11. Juni | Trudi Roth                            | Schweizer Schauspielerin                                                        | 86    |       |
| 11. Juni | Thomas Skidmore                       | US-amerikanischer Historiker                                                    | 83    |       |
| 11. Juni | Lars Skytøen                          | norwegischer Gewerkschaftsführer und Politiker                                  | 86    |       |
| 11. Juni | Rudolf Stilcken                       | deutscher Unternehmer und Mäzen                                                 | 91    |       |
| 10. Juni | Ian Bell                              | britischer Motorradrennfahrer                                                   | 58    |       |
| 10. Juni | Ernst Egert                           | deutscher Chemiker                                                              | 66    |       |
| 10. Juni | Erwin Ehlert                          | deutscher Fußballspieler                                                        | 79    |       |
| 10. Juni | Victor H. Elbern                      | deutscher Kunsthistoriker                                                       | 98    |       |
| 10. Juni | Christina Grimmie                     | US-amerikanische Sängerin                                                       | 22    |       |
| 10. Juni | Margaret Vinci Heldt                  | US-amerikanische Frisörin                                                       | 98    |       |
| 10. Juni | Gordie Howe                           | kanadischer Eishockeyspieler                                                    | 88    |       |
| 10. Juni | Tom Launhardt                         | deutscher Gitarrenbauer                                                         | 53    |       |
| 10. Juni | Alexandros Kalpakidis                 | griechischer Bischof                                                            | 78    |       |
| 10. Juni | Mimmo Palmara                         | italienischer Schauspieler                                                      | 87    |       |
| 10. Juni | Michael Pötzl                         | deutscher Bauingenieur und Hochschulpräsident                                   | 57    |       |
| 10. Juni | Giuseppe Virgili                      | italienischer Fußballspieler                                                    | 80    |       |
| 10. Juni | Antônio Bruno Zwarg                   | brasilianischer Pianist, Sänger, Komponist, Poet und Schriftsteller             | 92    |       |
| 9. Juni  | Sergei Jerjomenko                     | russischer Kunstflieger                                                         | 34    |       |
| 9. Juni  | Carillo Gritti                        | italienischer Bischof                                                           | 74    |       |
| 9. Juni  | György Garics                         | ungarischer Fußballspieler                                                      | 62    |       |
| 9. Juni  | Vidyadhar P. Godambe                  | indisch-kanadischer Statistiker                                                 | 90    |       |
| 9. Juni  | Gillett Griffin                       | US-amerikanischer Autor und Kurator der Bibliothek an der Princeton Universität | 87    |       |
| 9. Juni  | Dieter Heckel                         | deutscher Politiker                                                             | 78    |       |
| 9. Juni  | Reinhart Hoffmeister                  | deutscher Journalist und Fernsehmoderator                                       | 92    |       |
| 9. Juni  | Claus Kühn                            | deutscher Journalist                                                            | 91    |       |
| 9. Juni  | Hans-Jürgen Krysmanski                | deutscher Soziologe                                                             | 80    |       |
| 9. Juni  | Hassan Muhammad Makki                 | jemenitischer Politiker                                                         | 82    |       |
| 9. Juni  | Thomas C. Moser                       | US-amerikanischer Literaturwissenschaftler                                      | 92    |       |
| 9. Juni  | Nikolai Pawlenko                      | russischer Historiker                                                           | 100   |       |
| 9. Juni  | Brooks Thompson                       | US-amerikanischer Basketballspieler                                             | 45    |       |
| 9. Juni  | Josef Wetzl                           | deutscher Maler und Grafiker                                                    | 85    |       |
| 8. Juni  | Aloisio Milanez Aguiar                | brasilianischer Jazzmusiker                                                     | 72    |       |
| 8. Juni  | Smart Akraka                          | nigerianischer Sprinter                                                         | 82    |       |
| 8. Juni  | Pierre Aubert                         | Schweizer Politiker                                                             | 89    |       |
| 8. Juni  | Pedro Costa                           | spanischer Film- und Fernsehregisseur und -produzent                            | 74    |       |
| 8. Juni  | Stephen Keshi                         | nigerianischer Fußballspieler und -trainer                                      | 54    |       |
| 8. Juni  | Chris Lachotta                        | deutscher Bassist                                                               | 56    |       |
| 8. Juni  | Melchisedek Wasilij Lebedew           | russischer Bischof                                                              | 89    |       |
| 8. Juni  | Qahhor Mahkamow                       | tadschikischer Politiker                                                        | 84    |       |
| 8. Juni  | Marina Malfatti                       | italienische Schauspielerin                                                     | 83    |       |
| 8. Juni  | Horst Stechbarth                      | deutscher Offizier und Politiker                                                | 91    |       |
| 8. Juni  | Josef Stollenwerk                     | deutscher Unternehmer                                                           | 85    |       |
| 7. Juni  | Hans-Joachim Barkenings               | deutscher evangelisch-lutherischer Pfarrer, Schriftsteller und Herausgeber      | 82    |       |
| 7. Juni  | Johnny Brooks                         | englischer Fußballspieler                                                       | 84    |       |
| 7. Juni  | Amber Gurung                          | nepalesischer Musiker, Komponist und Lyriker                                    | 78    |       |
| 7. Juni  | Helmut Hellwig                        | deutscher Politiker                                                             | 82    |       |
| 7. Juni  | Elisabeth Moltmann-Wendel             | deutsche Theologin                                                              | 89    |       |
| 7. Juni  | Sean Rooks                            | US-amerikanischer Basketballspieler                                             | 46    |       |
| 7. Juni  | Herbert Scherreiks                    | US-amerikanisch-deutscher Bühnenbildner                                         | 86    |       |
| 7. Juni  | Jutta Schwarzkopf                     | deutsche Historikerin                                                           | 62    |       |
| 7. Juni  | Eberhard Henry Uhlenhuth              | US-amerikanischer Psychiater                                                    |       |       |
| 7. Juni  | Harald Wagner                         | deutscher Theologe                                                              | 72    |       |
| 7. Juni  | Rod Zimmer                            | kanadischer Politiker und Manager                                               | 73    |       |
| 6. Juni  | Szilárd Aigner                        | ungarischer Meteorologe                                                         | 70    |       |
| 6. Juni  | Ananda Gopal Ganguly                  | bangladeschischer Hindu-Priester                                                | 70    |       |
| 6. Juni  | Hans Heidler                          | deutscher Politiker                                                             | 89    |       |
| 6. Juni  | Viktor Kortschnoi                     | sowjetisch-schweizerischer Schachspieler                                        | 85    |       |
| 6. Juni  | Philip W. Majerus                     | US-amerikanischer Mediziner und Biochemiker                                     | 79    |       |
| 6. Juni  | Theresa Saldana                       | US-amerikanische Schauspielerin                                                 | 61    |       |
| 6. Juni  | Rolf Schweizer                        | deutscher Komponist, Kantor und Kirchenmusikdirektor                            | 80    |       |
| 6. Juni  | Peter Shaffer                         | britischer Dramatiker und Drehbuchautor                                         | 90    |       |
| 6. Juni  | Kimbo Slice                           | US-amerikanischer Kampfsportler                                                 | 42    |       |
| 6. Juni  | Herman Suradiradja                    | indonesischer Schachspieler                                                     | 68    |       |
| 6. Juni  | Tunga                                 | brasilianischer Künstler                                                        | 64    |       |
| 6. Juni  | Erich Wessner                         | österreichischer Opernsänger                                                    | 68    |       |
| 6. Juni  | Héctor Zumbado                        | kubanischer Journalist, Essayist, Humorist und Schriftsteller                   | 84    |       |
| 5. Juni  | Manohar Aich                          | indischer Bodybuilder                                                           | 102   |       |
| 5. Juni  | Manfred Böhmer                        | deutscher Sportfunktionär und Unternehmer                                       | 79    |       |
| 5. Juni  | Jerome Bruner                         | US-amerikanischer Psychologe                                                    | 100   |       |
| 5. Juni  | Gianluca Buonanno                     | italienischer Politiker                                                         | 50    |       |
| 5. Juni  | Jack Coker                            | US-amerikanischer Jazzpianist und Musikpädagoge                                 | 87    |       |
| 5. Juni  | Christian Gottfried Dierig            | deutscher Unternehmer                                                           | 92    |       |
| 5. Juni  | Otto Eckart                           | deutscher Unternehmer                                                           | 80    |       |
| 5. Juni  | David Gilkey                          | US-amerikanischer Fotojournalist                                                | 50    |       |
| 5. Juni  | Akihiro Komori                        | japanischer Komponist                                                           | 85    |       |
| 5. Juni  | Tomas Kosta                           | deutscher Verleger                                                              | 91    |       |
| 5. Juni  | Gerhard Lausberg                      | deutscher Chirurg                                                               | 88    |       |
| 5. Juni  | Daniel Hugo Martins                   | uruguayischer Politiker                                                         | 88    |       |
| 5. Juni  | Alexei Scharkow                       | russischer Schauspieler                                                         | 68    |       |
| 5. Juni  | Karl Ludwig Thomas                    | deutscher Physiker                                                              | 83    | [ 5 ] |
| 5. Juni  | Christine Wiegand                     | deutsche Regisseurin und Drehbuchautorin                                        | 50    |       |
| 4. Juni  | Wolfgang Babilas                      | deutscher Romanist und Literaturwissenschaftler                                 | 86    |       |
| 4. Juni  | Phyllis Curtin                        | US-amerikanische Opernsängerin                                                  | 94    |       |
| 4. Juni  | Bobby Curtola                         | kanadischer Musiker                                                             | 73    |       |
| 4. Juni  | Sulabha Deshpande                     | indische Schauspielerin                                                         | 79    |       |
| 4. Juni  | Elfriede Eilers                       | deutsche Politikerin                                                            | 95    |       |
| 4. Juni  | Siegfried Grüninger                   | deutscher Fußballtorwart                                                        | 56    |       |
| 4. Juni  | Antti Hyry                            | finnischer Schriftsteller                                                       | 84    |       |
| 4. Juni  | Erich Linemayr                        | österreichischer Fußballschiedsrichter                                          | 83    |       |
| 4. Juni  | Klaus Lüderssen                       | deutscher Rechtswissenschaftler                                                 | 84    |       |
| 4. Juni  | Carmen Pereira                        | guinea-bissauische Politikerin                                                  | 79    |       |
| 4. Juni  | Siegfried Stocker                     | deutscher Unternehmer                                                           | 71    |       |
| 4. Juni  | Paul Van Grembergen                   | belgischer Politiker                                                            | 78    |       |
| 4. Juni  | Jaime Yavitz                          | uruguayischer Schauspieler, Theaterregisseur und Dozent                         | 82    |       |
| 3. Juni  | Muhammad Ali                          | US-amerikanischer Boxer                                                         | 74    |       |
| 3. Juni  | Heiner Fischer                        | deutscher Politiker                                                             | 80    |       |
| 3. Juni  | Wladimir Iwanowski                    | russischer Diplomat                                                             | 68    |       |
| 3. Juni  | Jocelyn Lovell                        | kanadischer Radrennfahrer                                                       | 65    |       |
| 3. Juni  | Sten Lundin                           | schwedischer Motocrossfahrer                                                    | 84    |       |
| 3. Juni  | Leonard Marchand                      | kanadischer Politiker                                                           | 82    |       |
| 3. Juni  | Joseph Michel                         | belgischer Schriftsteller und Politiker                                         | 90    |       |
| 3. Juni  | Karlheinz Mose                        | deutscher Journalist                                                            | 88    |       |
| 3. Juni  | Lucia Ragni                           | italienische Schauspielerin                                                     | 65    |       |
| 3. Juni  | Luis Salom                            | spanischer Motorradrennfahrer                                                   | 24    |       |
| 3. Juni  | Dave Swarbrick                        | britischer Folkmusiker                                                          | 75    |       |
| 3. Juni  | George Christensen                    | gambischer Journalist und Unternehmer                                           | 64    |       |
| 2. Juni  | Klaus Biemann                         | österreichisch-US-amerikanischer Chemiker                                       | 89    |       |
| 2. Juni  | Thea Brünner                          | deutsche Verbraucherschützerin                                                  | 88    |       |
| 2. Juni  | Patrick Harries                       | südafrikanischer Historiker                                                     | 66    |       |
| 2. Juni  | Claus T. Helmig                       | deutscher Baseballspieler                                                       | 80    |       |
| 2. Juni  | Detlef Hörold                         | deutscher Entertainer und Musiker                                               | 60    |       |
| 2. Juni  | T. W. B. Kibble                       | britischer Physiker                                                             | 83    |       |
| 2. Juni  | Carl Little                           | kanadischer Pianist, Organist und Rundfunkproduzent                             | 92    |       |
| 2. Juni  | Dan Henry Nicolson                    | US-amerikanischer Botaniker                                                     | 82    |       |
| 2. Juni  | Andrzej Niemczyk                      | polnischer Volleyballtrainer                                                    | 72    |       |
| 2. Juni  | Willis Pyle                           | US-amerikanischer Zeichentrickfilmzeichner und Maler                            | 101   |       |
| 2. Juni  | Josef Richter                         | deutscher Maler und Grafiker                                                    | 82    |       |
| 2. Juni  | Hermann Scheipers                     | deutscher Geistlicher                                                           | 102   |       |
| 2. Juni  | Freddie Wadling                       | schwedischer Musiker                                                            | 64    |       |
| 2. Juni  | Häns’che Weiss                        | deutscher Jazzmusiker                                                           | 65    |       |
| 1. Juni  | Leonard Anthony Boyle                 | neuseeländischer Bischof                                                        | 85    |       |
| 1. Juni  | Agostino Coletto                      | italienischer Radrennfahrer                                                     | 89    |       |
| 1. Juni  | David Daniell                         | britischer Anglist und Herausgeber                                              | 87    |       |
| 1. Juni  | Roger Enrico                          | US-amerikanischer Manager                                                       | 71    |       |
| 1. Juni  | Heinz-Walter Friedriszik              | deutscher Fotograf                                                              | 63    |       |
| 1. Juni  | Hartmut Kaminski                      | deutscher Dokumentarfilmer                                                      | 72    |       |
| 1. Juni  | Kosit Panpiemras                      | thailändischer Geschäftsmann und Politiker                                      | 73    |       |
| 1. Juni  | Max Reinhart                          | deutscher Wappenmaler                                                           | 92    |       |
| 1. Juni  | John Bernard Taylor                   | britischer Bischof                                                              | 87    |       |
| 1. Juni  | Wang Jui                              | taiwanischer Schauspieler                                                       | 85    |       |